# Jean-Philippe Goude
 (février 2019).
Si vous disposez d'ouvrages ou d'articles de référence ou si vous connaissez des sites web de qualité traitant du thème abordé ici, merci de compléter l'article en donnant les références utiles à sa vérifiabilité et en les liant à la section « Notes et références ».
Pour les articles homonymes, voir Goude.
Jean-Philippe Goude est un compositeur, directeur artistique et arrangeur français, né à Paris le 27 juillet 1952, spécialiste de musique populaire et de musique contemporaine néo-classique.

## Vie et œuvre
Jean-Philippe Goude grandit dans une famille musicale : sa mère est violoniste (élève de Jean Fournier), son père pianiste amateur assidu et choriste. Il se met au piano à l'âge de 10 ans, puis fréquente le Conservatoire de Pantin (direction Irène Jarsky) où il étudie l’harmonie, de contrepoint et d’analyse musicale avec Marc-Olivier Dupin. Il entreprend ensuite des études de musicologie à l'Université de Paris VIII ("Vincennes") (ethnomusicologie avec Claude Laloum, "musiques nouvelles" Daniel Caux). Il fréquente le Centre Culturel Américain où il se frotte à la pratique du jazz. Puis il entre dans la nébuleuse Magma. Début 70 il pratique les premiers synthétiseurs analogiques, puis début 80 l’informatique musicale.  
Si ses premières compositions datent de 1969, son premier engagement remonte à 1975 (composition et enregistrement de la musique de Frankenstein, pièce de Philippe Adrien au Théâtre de la Roquette). Il participe à l'aventure de divers groupes de rock progressif, dont Madame Bertrand (en collaboration avec Olivier Cole et François Gingle) qui se dissout en même temps qu'il sort son premier disque (Jeunes années, 1975). De 1976 à 1979, il participe au groupe Weidorje fondé par Bernard Paganotti et Patrick Gauthier où il tient les claviers et compose. En parallèle, il sort un deuxième disque sous son nom en 1979 : Drones.
À partir de 1987, il collabore avec Michel Portal pour des musiques de films (enregistrées ou improvisées en public), et donne des concerts et des spectacles avec Ivry Gitlis, Andy Emler, Bernard Lubat. Il travaille également avec des chorégraphes et des danseurs comme Carolyn Carlson, Larrio Ekson, Jorma Uotinen...
En 1992, sa pièce Salve Regina pour contralto, violon, violoncelle et piano, est créée au Théâtre des Champs-Élysées (Paris) dans le cadre du festival Musicora (création le 8 avril 1992, avec Gérard Lesne contralto, Johannes Leertouwer au violon, Bruno Cocset au violoncelle et Marie-Pierre Brun au piano—Reprise le 25 juin 1992 au Palais Farnèse (Rome) dans le cadre du RomaEuropa Festival. 
En 1994, il crée l’Ensemble Jean-Philippe Goude.
Son activité discographique s'intensifie : De Anima (1992), Ainsi de nous (1994), La divine nature des choses (1996), Rock de chambre (2001), Aux solitudes (2008)... 
En 2004, Jean-Philippe Goude répond à une commande du Festival Les Tombées de la nuit (Rennes) et crée Rock de chambre (21 pièces pour septuor) à l'Aire libre de Saint-Jacques-de-la-Lande, près de Rennes, les 26, 27 et 28 février 2004. La création est interprétée par l’Ensemble et est reprise en tournée française, courant 2004. Y sont projetées et mixées en direct les créations visuelles d'Alain Escalle.
En 2005, une commande de l’Orchestre de Bretagne et du Festival Les Tombées de la nuit lui permet de créer à l’Opéra de Rennes (5 et 6 juillet 2005) une Ouverture concerto pour clarinette et orchestre et Musiques de l'instant pour orchestre. L'interprétation rassemble Paul Meyer à la clarinette et l’Orchestre de Bretagne sous la direction de Bruno Fontaine. Le programme est repris le 10 juillet 2005 au Grand Théâtre de Reims, dans le cadre des Flâneries musicales d'été de Reims.
En 2008, il donne Aux solitudes à l’Opéra de Rennes. 
En 2009, répondant à la commande des Flâneries musicales d'été de Reims, il crée un mouvement pour quatuor à cordes intitulé J'avance masqué avec le Quatuor Modigliani.
Jean-Philippe Goude déclare qu'il est « plus un solitaire qu’un autodidacte ».
En 2018, création de Hieros au Musée de Cluny. Trio pour 2 sopranos et contreténor, commande de Paulin Bündgen pour l'Ensemble Céladon.
En octobre 2023, Jean-Philippe Goude publie un double-album de musique originale, Le Salon Noir, construit en deux parties (In Fine d’une part et Solastalgia d’autre part). On y retrouve de nouveau le contre-ténor Paulin Bündgen, Christine Ott aux ondes Martenot, un quintette à cordes, et bien-sur son piano,.

## Musiques pour l'image
- Musiques de films

Raymond (Romain Gadiou / Stéphane Lezoray), La clinique du Docteur Blanche (Sarah Lévy), On ne choisit pas sa famille (Christian Clavier), Au crépuscule des temps (Sarah Lévy), Nos enfants chéris (Benoît Cohen), Les gardiens de la mer (Christiane Le Hérissey), Une affaire de goût (Bernard Rapp), Le créateur (Albert Dupontel), Marie Lester (série TV / France 3), Une semaine au salon (Dominique Baron), Tiré à part (Bernard Rapp), Sortez des rangs (Jean-Denis Robert), Comme par hasard (Maurice Dugowson), Puzzle (Maurice Dugowson), Chantons en chœur (Maurice Dugowson), Elle voit des nains partout (Jean-Claude Sussfeld), Circulez y'a rien à voir (Patrice Leconte), Viens chez moi j'habite chez une copine (Patrice Leconte), etc.
- Musiques de films publicitaires

SFR, Bridélice, Paysan breton, Maille, Société générale, Chanel n°5, France inter, Télérama, Gayelord Hauser, Arvie, Tefal, Lacoste, Valda, Michelin, Rivoire & carret, Modes & travaux, Suprême des ducs, Parc Astérix, Prince de Lu, Gitane, Moët & Chandon, Unicef, Motta, Arthur martin, Alcatel, Flunch, Seat, Citroen, Saint-Mamet, Calgon, Burov, Lancôme, Esso, Diligo, Louis de Porteere, La Poste, Cetelem, Legal, Peugeot, Keranove, Crédit mutuel, Sojasun, Pim’s, Péchiney, Cadbury, Lesieur/Isio 4, Haslerky, Stringers, M. Propre, Aigle, Seb, Revian, Yoplait, Herta, St-Agur, Pal, Femmes, Interflora, Picnic Break, Nutella, Renault, Télé Loisirs, Philtre d’Or, Les 3 Suisses, Crédit lyonnais, Champion, Candia, GMF, Sephora, Yves Saint-Laurent, etc.
- Musiques de génériques pour la télévision

Un livre des livres, France Europe Express, Compléments d’enquête, Un siècle d’écrivains, Caractères, Tranche de cake, JO Barcelona 92, JO Lillehammer 94, Taxi, Permission de minuit, À la folie..., Quand je serai grand..., My télé is rich, Giga, Tranche de l'art, Objectif Tintin, Décryptages, Planète chaude, Short, Debout les p'tits bouts, Jeux d’encre, La preuve par trois, la 5e rencontre, 7 d’or, Coté 5e, Ciné Week-End, Régions.com, Une fois/mois, etc.
- Musiques d'habillage d'antenne pour la télévision

Antenne 2, FR3, La 5 (2 habillages), RFO, CFI, Canal J (2 habillages), RTL TV, TV10, C'était hier, Bravo, Canal humour, Kontakt TV, Fa, TV Club, Satfin, Canal A, Radio Nova, La Sept, La 5e, etc.

## Discographie
- 1975. Jeunes années (édition: Saravah)
- 1979. Drones (édition: Musea)
- 1992. De Anima (édition: Hopi Mesa)
- 1994. Ainsi de nous (édition: Hopi Mesa)
- 1996. La divine nature des choses (édition: Hopi Mesa)
- 2001. Rock de chambre (édition: Hopi Mesa) avec Paul Meyer, François Salque, le Quatuor de violoncelle du Conservatoire de Paris, l’Ensemble, Gilbert Audin, Éric Lamberger, Bruno Fontaine, François Laizeau, Bill Bruford, etc.
- 2008. Aux solitudes (édition: Ici d'ailleurs) interprété par l’Ensemble avec Hervé Cavelier, Miwa Rosso, Catherine Delaunay, Gilbert Audin, Éric Ferrand-N'kaoua, ainsi que Sébastien Surel, Jean-Marc Philips, Michel Michalakakos, Cyril Lacrouts, Philippe Noharet, Paul Meyer, Bruno Fontaine, Paulin Bündgen, Isaure Équilbey, Christine Ott, Alain Ranval et Laurence Masliah
- 2009. Pour l'instant, rétrospective des enregistrements de l'Ensemble.
- 2020. Hieros – Ensemble Céladon, Paulin Bundgen (15-20 octobre 2020, Fuga Libera FUG 767) (OCLC 1292636453)
- 2024. Le Salon Noir (édition: Ici d'ailleurs)

## Distinctions
- 1989. Promax/BDA Gold Award (Los Angeles) pour le générique de l’émission de Frédéric Mitterrand Permission de minuit
- 1991. Prix de la SACEM au 1er Festival de Biarritz, pour la musique originale du film EDF-Industries.
- 1997. « **** »  dans Le Monde de la musique attribuées au CD La divine nature des choses.
- 2003. Prix de la Musique de film du 1er Festival cinématographique de Saint-Malo, pour la musique originale du film Nos enfants chéris